# Platja de Bonifaci
La platja de Bonifaci, o platja El Bonifaci, és una petita cala del municipi de Roses (Alt Empordà) situada a la badia de Roses, entre les platges de Canyelles Petites i Canelles Grosses. Té una longitud de 100 m i una amplada de 10 m de sorra gruixuda i còdols. L'accés és a peu pel camí de ronda des de les platges que la flanquegen. Enfront de la platja, a l'extrem sud, hi ha l'illot del Castellet de l'Omella. Disposa d'abalisament de la zona de bany i amarrador flotant per a barques. Es troba inclosa en el Sistema de Gestió Ambiental EMAS/ISO 14.001.